# Хохлы (Орловская область)
Хохлы́ — деревня в составе Хворостянского сельского поселения Новосильского района Орловской области России.

## География
Располагается на равнинной местности богатой природными родниковыми источниками по обе стороны автодороги Новосиль — Хворостянка в 6 км от сельского административного центра Хворостянки.

## Описание
Поселение образовалось предположительно из малороссийских переселенцев-казаков. Имело название Елис(з)аветин хутор по имени владелицы княгини Елизаветы Петровны Хилковой (урождённой Голицыной). В «Списках населённых мест …» за 1859—1862 гг. обозначено как хутор владельческий с 7 крестьянскими дворами. В 1915 году в деревне имелось 13 крестьянских дворов. Елизаветинка относилась к приходу Николаевской церкви села Пруды. Название «хохлы» к деревне прижилось по прозвищному варианту.

## Население
| 1859 | 1915 | 2010 |
| ---- | ---- | ---- |
| 95   | ↘74  | ↘11  |